# Zhuyouguan (köpinghuvudort i Kina, Shandong Sheng, lat 37,69, long 120,58)
Zhuyouguan (kinesiska: 诸由观, 诸由观镇) är en köpinghuvudort i Kina. Den ligger i provinsen Shandong, i den östra delen av landet, omkring 340 kilometer öster om provinshuvudstaden Jinan. Antalet invånare är 51 771. Befolkningen består av 26 196 kvinnor och 25 575 män. Barn under 15 år utgör 10,0 %, vuxna 15-64 år 76 %, och äldre över 65 år 13,0 %.
Runt Zhuyouguan är det mycket tätbefolkat, med 1 177 invånare per kvadratkilometer. Närmaste större samhälle är Donglai, 7,0 km sydväst om Zhuyouguan. Trakten runt Zhuyouguan består till största delen av jordbruksmark.
Genomsnittlig årsnederbörd är 750 millimeter. Den regnigaste månaden är juli, med i genomsnitt 295 mm nederbörd, och den torraste är januari, med 11 mm nederbörd.